# 第六号海防艦
第六号海防艦（だいろくごうかいぼうかん）は、日本海軍の海防艦。第二号型海防艦（丁型）の3番艦。太平洋戦争の終戦直前、輸送任務中に撃沈された。

## 艦歴

### 計画-竣工-練成
マル戦計画の海防艦丁、第2701号艦型の3番艦、仮称艦名第2703号艦として計画。1943年10月5日、横須賀海軍工廠で仮称艦名第2701号艦、同第2702号艦、同第2706号艦、同第2707号艦、同第2708号艦と同時に起工。12月22日、第六号海防艦と命名されて第二号型海防艦の3番艦に定められ、本籍を横須賀鎮守府と仮定。
1944年1月15日、第12号海防艦と同日に進水し、本籍を横須賀鎮守府に定められる。2月2日、艤装員事務所が横須賀海軍工廠内で事務を開始。3月15日竣工し、役務を横須賀鎮守府警備海防艦に定められ、呉防備戦隊に編入。基礎実力練成教育に従事。

### 1944年4月-5月 第二海上護衛隊
1944年4月5日、海上護衛総司令部第二海上護衛隊に編入。軍隊区分乙直接護衛部隊に配置。本艦は東松六号船団の護衛とされたが、同船団の出港までに館山へ回航できず、同船団に追及することとなった。17日、三宅とともに船団と合同。20日、硫黄島南方で第20号掃海艇と協同で爆雷戦を実施。21日、第10号駆潜艇と協同で爆雷戦を実施。23日、サイパンに到着し、乙直接護衛部隊から除かれた。26日、軍隊区分乙直接護衛部隊に配置され、東松六号復航船団を護衛してサイパン発。5月4日、東京着。
5月14日、東松八号船団を護衛して館山発。19日、サイパンに入港。26日、3隻を護衛してトラックへ向けグアム発。30日、トラック着。以後、6月10日までの行動は不明。

### 1944年6月-10月 第一海上護衛隊
1944年6月11日、船団（2隻）を第16号海防艦らと護衛してパラオへ向けサイパン発。12日から13日にかけてアメリカ艦上機の空襲を受け、護衛の第1号輸送艦と特設駆潜艇第十一昭南丸が被爆し航行不能となり、両艦艇とも被護衛の輸送船に曳航されてパラオに入港。本艦は18日、パラオ着。同日、第一海上護衛隊作戦指揮下に編入。さらに同日、引き続き同じ船団（2隻）を護衛してセブへ向けパラオ発。22日、セブ着。22日から27日まで、セブで機関整備を行う。28日、タパ09船団を出迎えるためセブを出港し、同日セブに帰着。30日、セパ01船団（パラオ行き、海軍徴傭船多摩丸）/セダ01船団（ダバオ行き、2隻）を護衛してセブ発。
7月1日、船団はパラオ行きとダバオ行きの二手に分かれ、本艦はセパ01船団を護衛してパラオへ向かう。4日、多摩丸が被雷沈没。残された護衛艦艇はそのままパラオへ向かい、5日パラオ着。以後19日までパラオからヤップへの物資輸送、在ヤップの非軍人をパラオへ送還など、パラオ-ヤップ間を3度往復する。パラオ-ヤップ間の輸送に従事中の18日、第二海上護衛隊が解隊され第一海上護衛隊に編入。19日、パラオに帰着。20日、ダバオへ回航のため第16号海防艦とともにパラオ発。22日、ダバオ着。25日、Z258船団（6隻）を護衛してサンボアンガへ向けダバオ発。27日、サンボアンガ着。28日、C294船団（4隻）を護衛してサンボアンガ発。31日、セブ着。同日、第16号海防艦とともにセブを出港し、8月1日マニラ着。
8月2日、シマ02船団を救援するため第16号海防艦とともにパラワン島バクダナン湾へ向けマニラを出撃。3日、シマ02船団と合同。4日、シマ02船団を護衛してバクダナン湾発。5日、マニラに帰着。8日から9日にかけて、マニラ湾口で対潜掃蕩に従事。9日、マタ26船団（24隻）を護衛して基隆へ向けマニラ発。17日、基隆着。20日、タモ23船団（14隻）を護衛して門司へ向け基隆発。26日、同船団から分離して門司へ回航し、次いで佐世保へ回航。27日から9月5日まで、佐世保海軍工廠で修理と整備を行う。
9月6日、門司へ回航しミ19船団の編成を待つ。9日、ミ19船団（19隻）を護衛して門司発。12日珍島、16日基隆を経由して18日に中継地の高雄に入港。25日、タマ27船団（11隻）を護衛して高雄発。途中サブタン海峡、アパリ、ラボック湾、サンフェルナンドと退避を繰り返し、10月3日までサンフェルナンドで待機。
10月3日、船団はオヨン湾マジンロックへ移動。4日、ミ19船団の元加入船大敏丸を護衛するためマジンロックを出港。5日に同船と合同し、道中でタマ29船団とも合同して、8日にサンフェルナンドへ入港した。10日頃、船団はサンフェルナンドを出港。マジンロックを経由し、11日マニラ着。17日、マユ13船団を護衛して楡林へ向けマニラ発。21日、楡林着。24日、ユタ13船団を護衛して高雄へ向け楡林発。29日、高雄着。

### 1944年11月-1945年2月 横須賀防備戦隊（父島方面護衛）
1944年11月1日、役務を横須賀鎮守府警備海防艦に定められ、横須賀防備戦隊に編入。同日、第一海上護衛隊作戦指揮下に編入。4日、対潜掃蕩のため高雄を出撃。6日、御蔵が護衛するタモ28船団（8隻）に合同して内地へ向かう。12日、福岡湾で船団から分離し横須賀へ回航。13日、第一海上護衛隊作戦指揮を解かれ、横須賀防備戦隊に復帰。軍隊区分海上護衛総部隊横須賀鎮守府海上護衛部隊甲直接護衛部隊に配置。15日、これまでの潜水艦4隻撃沈の功により、海上護衛司令長官から個艦感状を授与され、上聞に達する。以後本艦の乗員は、同じく潜水艦4隻撃沈の功を挙げた第4号海防艦の乗員とともに、他艦艇の教練の際に指導を受け持つことが多くなる。16日から横須賀海軍工廠で訓令による工事を行う。
横須賀海軍工廠で修理中の12月5日、第51号駆潜艇と第52号駆潜艇が船団護衛中に八丈島沖で衝突し両艇とも航行不能となったため、本艦は救難のため工事を取りやめて6日に出撃したが、横須賀出港後1時間足らずで出撃中止となり横浜へ回航。12日、3209船団（4隻）を護衛して父島へ向け館山発。16日、父島着。17日、復航4217船団（3隻）を護衛して横浜へ向け父島発。21日、横須賀に帰着。24日、3223船団を護衛して父島へ向け館山発。27日、父島着。28日、復航4228船団を護衛して横浜へ向け父島発。1945年1月1日、横須賀に帰着。
1945年1月8日、3107船団（父島向け2隻、母島向け1隻）を護衛して館山発。11日、父島着。12日、復航4112船団（3隻）を護衛して父島発。17日館山に帰着。19日から27日まで、横須賀海軍工廠で修理を行う。31日、対潜掃蕩のため父島へ向け館山を出撃。
2月5日、4205船団を護衛して父島発。10日、横須賀に帰着。以後、2月28日までの行動は不明。

### 1945年3月-4月 横須賀防備戦隊（八丈島方面護衛）
1945年3月1日現在、軍隊区分直率部隊に配置。3日、3303船団（2隻）を護衛して八丈島へ向け横須賀発。4日、八丈島着。9日、復航4309船団（2隻）を護衛して八丈島を出港し、同日館山に帰着。19日、第9号輸送艦の前路掃蕩艦として八丈島へ向け館山を出港。同日八丈島に到着し、神湊沖で哨戒。21日、館山へ向け八丈島発。同日、三宅島海岸で第九〇三海軍航空隊機が不時着したため、本艦は搭乗員を収容。22日、館山に帰着。31日、3329船団（海光丸）を護衛して八丈島へ向け館山を出港し、同日八丈島着。
4月1日、復航4401丙船団（海光丸）を護衛して八丈島発。2日、横須賀に帰着。15日、軍隊区分直接護衛部隊に配置。27日、3425船団（竜神丸）を護衛して八丈島へ向け館山を出港し、同日八丈島着。29日、復航4429船団（竜神丸）を護衛して八丈島を出港し、同日横須賀に帰着。

### 1945年5月以降 大湊警備府作戦指揮下-沈没
1945年5月6日、大湊警備府作戦指揮下に編入。軍隊区分大警直卒部隊に配置。9日横須賀を出港し、10日大湊着。14日、船団を護衛して小樽へ向け大湊発。15日、小樽着。以後津軽海峡、北海道、千島列島方面の護衛に従事。
8月11日、石油を積載し第16号海防艦とともに室蘭へ向け釧路発。13日、日高沖北緯42度16分 東経142度12分 / 北緯42.267度 東経142.200度の地点でアメリカ潜水艦アトゥルの攻撃を受け、被雷。第6号海防艦は大爆発を起こし、無数の残骸を撒き散らして沈没した。海防艦長の安藤英郎少佐以下乗員196名が戦死または行方不明となった。9月15日除籍。

## 海防艦長
艤装員長
1. （兼）原利久 大尉：1944年1月20日 - 1944年1月30日（本職：第二号海防艦艤装員長）
2. 西部貞三 大尉：1944年1月30日 - 1944年3月15日

海防艦長
1. 西部貞三 大尉/少佐：1944年3月15日 - 1945年4月10日
2. 安藤英郎 大尉/少佐：1945年4月10日 - 1945年8月13日 戦死、同日付任海軍中佐